# NGC 7484
NGC 7484 (другие обозначения — PGC 70505, ESO 407-6, MCG -6-50-26) — эллиптическая галактика (E) в созвездии Скульптор.
Этот объект входит в число перечисленных в оригинальной редакции «Нового общего каталога».